# Marina District
Koordinaten: 37° 48′ 11″ N, 122° 26′ 10″ W

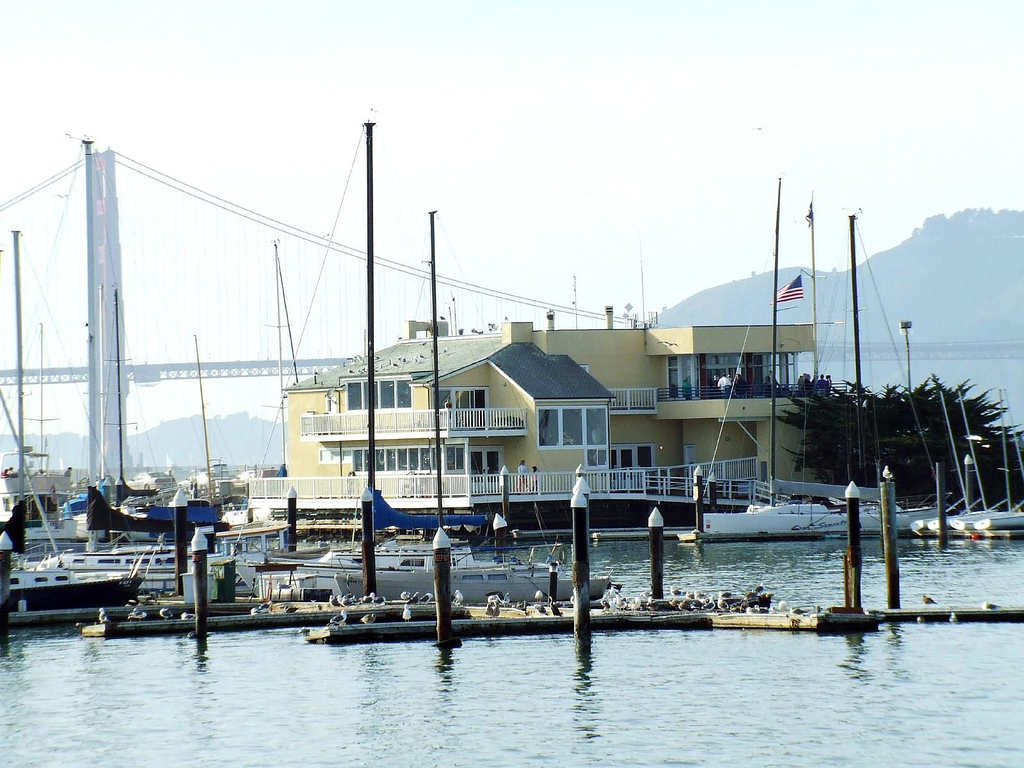
Marina District in San Francisco

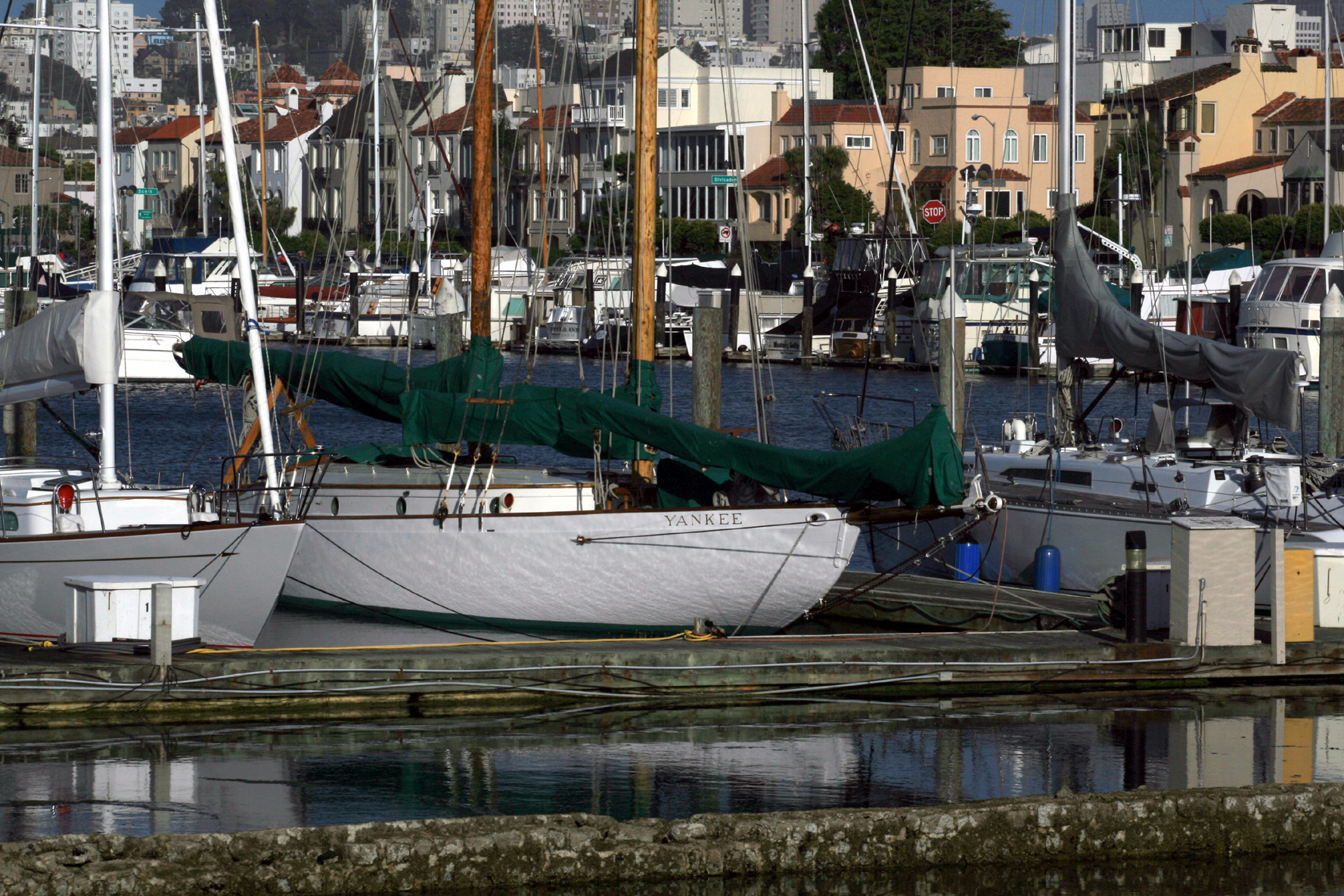
Küstenstreifen

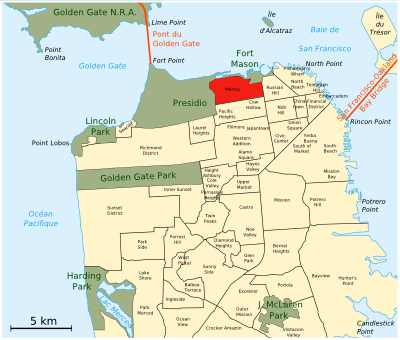
Lage des Stadtteils

Der Marina District ist einer der nördlichsten Stadtteile von San Francisco in Kalifornien. Er wird im Osten durch die Van Ness Avenue, im Westen durch die Lyon Street und dem Presidio und im Süden durch die Lombard Street begrenzt. Auf dem Gebiet des heutigen Stadtteils fand 1915 die Weltausstellung Panama-Pacific International Exposition statt, für die eine Lagune mit Sand aufgefüllt und so in nutzbares Land umgewandelt wurde. Mit der Weltausstellung konnte die Stadt zeigen, dass sie sich von dem Erdbeben von 1906 erholt hatte. Nach der Ausstellung wurden alle Gebäude mit Ausnahme des Palace of Fine Arts abgerissen, um Platz für das heutige Wohnviertel zu schaffen. Cow Hollow, Russian Hill und das Presidio begrenzen den Marina District im Süden, Osten und Westen.

## Geschichte
In der Bucht von San Francisco, nördlich von Cow Hollow, wurde ein Deich parallel zur Küstenlinie gebaut und das eingeschlossene Marschland mit Sand vom Meeresboden aufgefüllt. Durch das Ausbaggern wurde das Wasser tiefer, und so gründeten sich der St. Francis Yacht Club und der Golden Gate Yacht Club, die repräsentative Plätze am Fuße der Baker Street einnehmen. Östlich davon befindet sich Marina Green, eine weitläufige Grünfläche, die größtenteils von Joggern genutzt wird. Die Golden Gate Promenade lädt zum Spazierengehen ein. Sie verläuft parallel zum Marina Boulevard und einige Kilometer weiter bis zur namensgebenden Brücke. Beginnend bei Crissy Field, einem ehemaligen Flugplatz des Presidios, wurden durch große landschaftsbauliche Anstrengungen natürliche Sumpflandschaften und Tidepools nachgebildet, die von Marina Green bis zur Brücke reichen.
Um die Entstehung des Marina Districts sind zahlreiche Mythen entstanden. Viele Leute behaupten, das Gebiet sei auf dem Schutt entstanden, der nach dem großen Erdbeben 1906 in die Bucht geschüttet wurde. Aufnahmen des Marina Districts bis 1912 zeigen jedoch, dass der größte Teil des Gebiets noch zur Bucht gehörte, was die Frage aufwirft, warum es sechs Jahre dauern sollte, den Schutt abzuladen und Marina zu erschaffen. 1885 war die Filbert Street noch die alte Presidio Road. Zwei Blocks weiter nördlich in Richtung der Bucht, wo sich heute die Lombard Street befindet, gab es auf Höhe der Buchanan Street 10 Meter hohe Sanddünen. Die Küstenlinie war bereits durch Industrieansiedlungen nach Norden verschoben worden. Zwischen Laguna Street und Steiner Street, im Bereich des heutigen Moscone Recreation Centers und der Marina Middle School, befand sich Lobos Square, ein Stück Land, das durch Abtragung von Dünen eingeebnet wurde, um Platz für Anlegeplätze und Industrieanlagen zu schaffen.
Das meiste davon wurde 1906 zerstört, einschließlich des Kraftwerks von Gas Light Company. Bloß das Ziegelsteingebäude des Messwerks blieb übrig und das Datum der Fertigstellung, 1893, ist noch heute in einem Torbogen hinter dem Marina Safeway, an der Kreuzung der Straßen Buchanan und North Point, zu sehen.
Westlich davon, auf der North Point Street, neigt sich der Gehweg zu einer Stelle, wo einst Küste und Meer aufeinander trafen. Dort errichtete Baulöwe James Graham Fair in den 1890ern einen Deich, der Teil eines großen Projekts war, bei dem 283.000 Quadratmeter Land gewonnen und ein Industriepark errichtet werden sollte. Das eingeschlossene Land sollte mit Sand aufgefüllt werden, der jedoch mit Fertigstellung der Dämme ausging. Was blieb, sah es aus wie eine große Badewanne voll Wasser.
Bis 1912 befand sich die Kreuzung der Straßen North Point und Fillmore, die im Herzen des heutigen Marina liegt, noch inmitten der Bucht. Die Veranstalter der Panama-Pacific International Exposition mieteten James G. Fairs Teich und beendeten das Projekt. Nach zweimaligem Ausbaggern und 146 Tage später war die Badewanne mit 100.000 Kubikmetern Sand und Schlamm gefüllt.
Nach dem Ende der Weltausstellung 1915 erhielten die Erben von Fair das Land zurück und verkauften es an die Marina Development Corporation. Stadtplaner Michael O’Shaughnessy baute darauf Straßen, die er zwar mit dem ursprünglichen, schachbrettartig verlaufenden Straßen der Stadt verband, deren Anordnung jedoch im Widerspruch zu den älteren Teilen der Stadt steht, und die in einigen Bereichen von Marina an einen Irrgarten erinnern. Die Marina Development Corporation teilte das Gebiet in 634 Wohnparzellen und das Marina Green auf. Bei seinem Ausbau in den 1920ern wurde das zuvor unter dem Namen Harbor View oder North End bekannte Gebiet The Marina genannt.

## Geographie
U.S. Highway 101/Lombard Street ist ein Boulevard, der die südliche Hälfte von Marina teilt. Der Straße entlang stehen Motels, die anlässlich der Eröffnungsfeier der Golden Gate Bridge gebaut wurden, und eine Reihe von Einzelhandelsgeschäften, Fastfood-Läden und Wohnhäusern. An einem typischen Nachmittag treffen auf der Straße Touristen, die auf der Suche nach Ghirardelli Square und der Golden Gate Bridge sind, auf Anwohner des Marina/Cow Hollow-Gebiets und Kinder auf ihrem Weg zur Marina Middle School. Lombard Street verläuft zwischen Cow Hollow im Süden und Marina im Norden und wird manchmal als NoLo [Norden von Lombard] bezeichnet.
Im Moscone Recreation Center befinden sich die größten Kinderspielplätze der Stadt, außerdem Tennis- und Basketballplätze und ein Volleyballbereich. Der Park dient den Einwohnern San Franciscos seit Generationen als Versammlungsort und ist in zahlreichen historischen Filmen zu sehen. Das Landstück, auf dem während der Weltausstellung 1915 der Tower of Jewels stand, hieß ursprünglich Funston Park. Der Park wurde im Gedenken an den ermordeten Bürgermeister George Moscone umbenannt und mahnt auf politische Weise die konservativen Aktivisten des Marina Districts, die gegen Moscones progressive Politik waren.
Das Marina Green ist ein malerischer Park, der an die Jachthäfen und die Bucht von San Francisco angrenzt. Der Wind im Marina Green überschreitet häufig 80 km/h und eignet sich damit gut zum Windsurfen am nahe gelegenen East Beach.
Zu den Schulen in Marina zählen das Tule Elk Child Development Center und Marina Middle School, deren Schüler überwiegend aus anderen, weniger wohlhabenden Stadtteilen San Franciscos mit dem Bus gebracht werden. Die wenigen Kinder und Jugendliche, die in dem Gebiet wohnen, gehen überwiegend auf Privatschulen.

## Erdbeben
Das Loma-Prieta-Erdbeben verursachte 1989 beträchtliche Schäden und viele Menschen kamen in den Trümmern ihrer Häuser ums Leben. Am schlimmsten betroffen war das durch Aufschüttung entstandene Gebiet auf Grund der durch das Beben hervorgerufenen Bodenverflüssigung.
Es gibt ein Gebiet in The Marina, das nicht aufgeschüttet wurde. Dieses wird von Fort Mason, Octavia Street, Lombard Street und Van Ness Avenue begrenzt. Aufgrund seines geologisch ursprünglichen Untergrunds aus Sandstein und Grundgebirge wird es The Gold Box genannt. Von dort aus ist es gleich weit zu den Geschäften und Restaurants in Chestnut Street (Marina), Union Street (Cow Hollow) und Polk Street (Russian Hill). Ganz in der Nähe befinden sich außerdem Fort Mason, Moscone Recreation Center und dem Marina Safeway.

## Bedeutende Bauwerke
Marina Safeway – Der „Marina“-Prototyp war der erste moderne Konzept-Laden: ein klassisches Stück Architektur, benannt nach der ersten Safeway-Filiale, der so am Marina Boulevard in San Francisco geplant wurde. Seit seiner Erbauung im Juni 1959 wurde das äußere Erscheinungsbild des Supermarkts nur wenig verändert. Hunderte weitere dieser Art gibt es heute in Nordamerika, und die meisten von ihnen wurden umgebaut und erweitert. Der Marina Safeway ist insbesondere für seine Single-Szene bekannt. Unter dem Namen Single's Safeway, in letzter Zeit auch Dateway, gilt er als einer der erfolgversprechendsten Plätze der Stadt, jemanden kennenzulernen oder aufzureißen. Dieses "Konzept" wurde erstmals von dem aus San Francisco stammenden Schriftsteller Armistead Maupin in seinen Stadtgeschichten beschrieben.
Exploratorium – Eines der bekanntesten Museen in San Francisco ist das Exploratorium am Palace of Fine Arts. Das Science Center bietet jährlich mehr als einer halben Million Besuchern „Naturwissenschaften zum Anfassen“ und ist durch diese Interaktivität besonders für Kinder geeignet. Schulen aus Nordkalifornien veranstalten regelmäßig Tagesausflüge hierher.

## Filme, in denen The Marina vorkommt
- Stadtgeschichten (1970 bis Mitte der 2000er)
- 10.5 – Die Erde bebt (Fernseh-Miniserie, 2004)
- Red Diaper Baby (2004)
- Twisted – Der erste Verdacht (2004)
- What the Bleep do we (k)now!? (2004)
- Julie and Jack (2003)
- MDs (TV-Serie, 2002–2003)
- Dr. Dolittle 2 (2001)
- First Years / This Life (TV-Pilot 2001)
- Boys, Girls & a Kiss (2000)
- Den Einen oder Keinen (2000)
- Groove – 130 bpm (2000)
- Playing Mona Lisa (2000)
- Woman on Top (2000)
- Der Junggeselle (1999)
- Der 200 Jahre Mann (1999)
- EDtv (1999)
- Ganz normal verliebt (1999)
- Stigmata (1999)
- Dr. Dolittle (1998)
- Mehr Stadtgeschichten (1998)
- Ich begehre deinen Sohn (1996, TV)
- Nash Bridges (1996–2001)
- Copykill (1995)
- Murder in the First (1995)
- Mrs. Doubtfire – Das stachelige Kindermädchen (1993)
- Wolf (1989, TV)
- Turnover Smith (1980)
- Eine ganz krumme Tour (1978)
- Der Unerbittliche (1976)
- Der Dialog (1974)
- Mabel and Fatty Viewing the World's Fair at S.F. (1915)